# Dalian Road
Dalian Road (大连路; Pinyin: Dàlián Lù) is een station van de metro van Shanghai op de grens van de districten Yangpu en Hongkou. Het station wordt bediend door lijn 4 en lijn 12. 
Het ondergronds station ligt aan de kruising van Dalian Road en Changyang Road aan de noordelijke oever van Huangpu Jiang. Het station is vanaf straatniveau bereikbaar via vier verschillende ingangen. Een van de uitgangen bevindt zich in het National Anthem Park (国歌公园), een erepark ter herdenking van het Chinees Volkslied, Mars van de vrijwilligers. Het station heeft twee eilandperrons voor respectievelijk lijn 4 en lijn 12 die onderling rechtstreeks verbonden zijn met een trap voor snelle transfers.
Het metrostation van Dalian Road werd op 31 december 2005 ingehuldigd. Initieel enkel een station aan lijn 4 werd het station een knooppunt met aansluiting op lijn 12 op 29 december 2013.
← Yishan Road · Shanghai Indoor Stadium · Shanghai Stadium · Dong'an Road · Damuqiao Road · Luban Road · South Xizang Road · Nanpu Bridge · Tangqiao · Lancun Road · Pudian Road · Century Avenue · Pudong Avenue · Yangshupu Road · Dalian Road · Linping Road · Hailun Road · Baoshan Road · Station Shanghai · Zhongtan Road · Zhenping Road · Caoyang Road · Jinshajiang Road · Zhongshan Park · West Yan'an Road · Hongqiao Road → 

Lijnen van de metro van Shanghai: 1 · 2 · 3 · 4 · 5 · 6 · 7 · 8 · 9 · 10 · 11 · 12 · 13 · 14 · 15 · 16 · 17 · 18 · Pujiang Line
Qixin Road · Hongxin Road · Gudai Road · Donglan Road · Hongmei Road · Hongcao Road · Guilin Park · Caobao Road · Longcao Road · Longhua · Middle Longhua Road · Damuqiao Road · Jiashan Road · South Shaanxi Road · West Nanjing Road · Hanzhong Road · Qufu Road · Tiantong Road · International Cruise Terminal · Tilanqiao · Dalian Road · Jiangpu Park · Ningguo Road · Longchang Road · Aiguo Road · Fuxing Island · Donglu Road · Jufeng Road · North Yanggao Road · Jinjing Road · Shenjiang Road · Jinhai Road

Lijnen van de metro van Shanghai: 1 · 2 · 3 · 4 · 5 · 6 · 7 · 8 · 9 · 10 · 11 · 12 · 13 · 14 · 15 · 16 · 17 · 18 · Pujiang Line